# Mesoleius intermedius
Mesoleius intermedius är en stekelart som först beskrevs av Johann Ludwig Christian Gravenhorst 1829.  Mesoleius intermedius ingår i släktet Mesoleius och familjen brokparasitsteklar. Arten är reproducerande i Sverige.

## Underarter
Arten delas in i följande underarter:
- M. i. nigroscutellatus
- M. i. ruficoxis